# Lago Vulisméni
O lago Vulisméni (em grego: Λίμνη Βουλισμένη; romaniz.: Límni Voulisméni) ou lago de Ágios Nikolaos é um lago situado no centro da cidade de Ágios Nikolaos, no nordeste da ilha de Creta, Grécia. No passado foi um lago de água doce, mas em 1867 ou 1870 foi ligado ao mar na zona do porto com a construção de um pequeno canal, o que o transformou num lago de água salgada. De forma aproximadamente circular, tem 137 metros de diâmetro e 64 m de profundidade.

## Descrição
Vulisméni significa "afundado" em grego. Os locais referem-se a ele simplesmente como "o lago" também pelo nome pouco lisonjeiro Vromolimni ("lago mal cheiroso"), devido ao facto do cheiro que emanavam as suas águas estagnadas antes de ter sido ligado ao mar. Quando esta ligação foi efetuada foi também construída a pequena ponte sobre o canal, por ordem de Paxá Kostis Adosides.
O lago é uma das imagens de marca de Ágios Nikolaos. Nos lados ocidental e sul é limitado por uma falésia, em cuja colina há um parque com vistas sobre o lago, da cidade e do golfo de Mirabelo. Nos outros lados as margens são planas e são um local de passeio onde há numerosas esplanadas de restaurantes e cafés. No dia de Páscoa a maioria da população da cidade junta-se em volta do lago para assistir ao espetáculo de fogo de artifício que comemora o feriado. Um dos pontos altos dese espetáculo é a queima de uma efígie de Judas sobre as águas do lago.
As paredes verticais das margens a oeste e sul fazem lembrar as de uma cratera vulcânica, o que leva algumas pessoas a acreditar que o lago cobre um antigo vulcão. Apesar de aparentemente ser uma teoria plausível, ela tem cada vez menos aceitação e atualmente acredita-se que o lago é a desembocadura de um rio subterrâneo.

## Lendas e superstições
O lago está ligado a várias lendas e superstições locais. Segundo a mais antiga, as deusas gregas Atena e Ártemis Britomártis tomavam banho no lago. A tradição local afirma que o lago não nem fundo e que comunicava com espíritos malignos, uma crença que provavelmente tem origem no facto da sua profundidade ser enorme atendendo à sua pequena dimensão. O mito do lago não ter fundo provou-se errado em 1853, quando o almirante britânico Thomas Spratt determinou que tinha 64 metros de profundidade através de testes sonoros.
Já no século XX, o exército alemão teria afundado no lago parte do seu armamento e veículos blindados quando retirou de Creta na Segunda Guerra Mundial e esse material desapareceu misteriosamente e nunca foi encontrado.
Outro acontecimento estranho ocorreu em 1956, quando subitamente apareceram peixes mortos à superfície depois de uma erupção vulcânica em Santorini. Este evento deu origem a teorias de que o lago estaria de alguma forma ligado geologicamente a Santorini.